# Dominique
"Dominique" var en fransk melodi af Soeur Sourire (Søster Smil, født Jeanine Deckers) i Belgien, også kendt som den syngende nonne. Den handler om Sankt Dominikus, en spanskfødt præst og stifter af Dominikanerordenen, som han var medlem af . Den engelske version af sangen blev skrevet af Noël Regney. Ud over fransk og engelsk indspillede Deckers versioner på hollandsk, tysk, hebræisk og japansk.
"Dominique" nåede top ti i elleve lande sidst i 1963 og begyndelsen af 1964, og kom øverst på hitlisterne i USA, Canada og New Zealand. Den nåede top 5 i Norge, Danmark, Irland, Australien og Sydafrika, medens sangen nåede den nedre ende af top 10 i Holland, Vesttyskland og Storbritannien. Sangen nåede og blev på U.S. pop chart og "easy listening chart" (senere kaldet the Adult Contemporary chart) i fire uger i december 1963. Det var den anden ikke-engelsk-sprogede sang, der nåede førstepladsen på "the Hot 100" i 1963. Den anden var "Sukiyaki" med Kyu Sakamoto. Ingen anden fremmedsproget sang nåede US Top 40 Billboard hitlisten indtil det spansksprogede hit Eres tú nåede hitlisterne i U.S.A. i 1973.
"Dominique" solgte bedre end Elvis, medens den var på Billboard Pop Charts i 1963.

## Sangen
"Dominique" blev et verdenshit i 1963, og indtil 2009 er den stadig det eneste belgiske nummer et hit på den amerikanske Billboard charts. (Technotronic's "Pump Up The Jam" nåede nummer to i 1989).
Den erindres først og fremmest for refrænet;
Dominique -nique, -nique
var en gammel vandringsmand.
Han drog fra land til land.
Men han fandt til sidst et hjem,
nær ved byen Betlehem,
nær ved byen Betlehem.
Originalt på fransk:
Dominique -nique -nique s'en allait tout simplement,
Routier, pauvre et chantant.
En tous chemins, en tous lieux,'
Il ne parle que du Bon Dieu,
Il ne parle que du Bon Dieu
Eller engelsk:
Dominique went about simply,
a poor singing traveller.
On every road, in every place,
he talks only of the Good Lord,
he talks only of the Good Lord.

## Hitlister
| Hitlister (1963/1964)        | Topposition |
| ---------------------------- | ----------- |
| Australiens single hitliste  | 5           |
| Canadas single hitliste      | 1           |
| Danmarks single hitliste     | 4           |
| Hollands single hitliste     | 6           |
| Tysklands single hitliste    | 7           |
| Irlands single hitliste      | 4           |
| New Zealands single hitliste | 1           |
| Norges single hitliste       | 2           |
| Syd afrikas single hitliste  | 5           |
| Sveriges single hitliste     | 12          |
| Englands single hitliste     | 7           |
| U.S. Billboard Hot 100       | 1           |

## Coverversioner og andre optrædener
- Den blev brugt i 1990 i filmen Skønne sild med Cher.
- Den blev brugt i Lionel Soukaz's kortfilm Ixe
- Den Cubanske artist La Lupe og den mexicanske artist Angélica María indspillede spanske versioner af denne sang.
- Den Brazilianske sanger Giane indspillede en brasiliansk/portugisisk version af denne sang.
- Spike Jones indspillede em version, hvori han først gav den en jazz-lignende fortolkning, med trompet og banjo; derefter blandede han den med "When the Saints Go Marching In", og gav sangen en helt anden karakter.
- Sandler og Young genoplivede sangen i slutningen af 1966,[15] en version, der kom på Billboard easy listening chart. Indspilningen var et medley, der inkluderede andre religiøse sange, herunder "Deep River" og "Nobody Knows The Trouble I've Seen".
- Debbie Reynolds medvirkede i 1966 i filmen The Singing Nun[16], der har en engelsk version af denne sang.
- I 1987-episoden af Vore værste år, "Thinnergy", er "Dominique" en af flere sange, Peg synger i et forsøg på at irritere Al.
- Sangen blev refereret iThe Simpsons episoden "Bart's Friend Falls in Love" i 1992, hvor Milhouse Van Houten besøger sin kæreste i en nonneskole. En Nonne går forbi spillende guitar og syngende "Dominique" , efterfulgt af flere lige så glade små piger. Nonnen blev spillet af Maggie Roswell, som ikke kendte sangens franske tekst og i stedet lavede sin egen. [17]
- Sangerinden Poe bruger en del af sangen i hendes album Haunted, udgivet (2000), i nummeret "House of Leaves".
- I 2009 blev sangen brugt i premieren på den tredje serie af det britiske teenager dramaSkins.

## Eksterne links
- "Dominique" lyrics in English and French Arkiveret 7. juli 2011 hos  Wayback Machine Allthelyrics.com
- The lyrics in full Arkiveret 17. juli 2011 hos  Wayback Machine (fransk)

| Efterfulgte: "I'm Leaving It Up to You" by Dale & Grace | Billboard Hot 100 number one single December 7, 1963 (four weeks)                             | Efterfulgtes af: "There! I've Said It Again" by Bobby Vinton |
| Efterfulgte: "I'm Leaving It Up to You" by Dale & Grace | "Billboard" Easy Listening number-one single by The Singing Nun December 7, 1963 (four weeks) | Efterfulgtes af: "There! I've Said It Again" by Bobby Vinton |